# 杰里米·韋林納

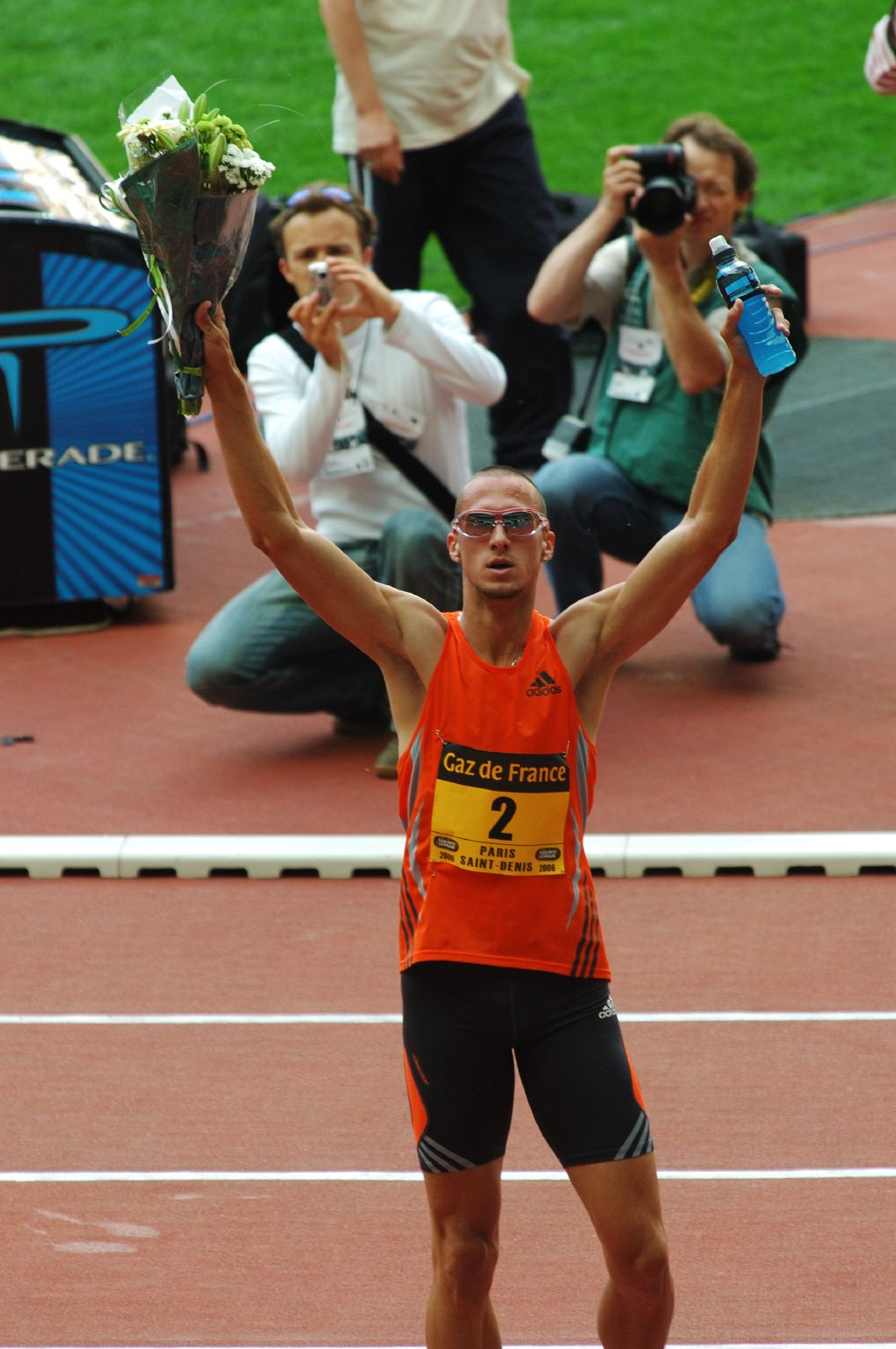
2006年7月

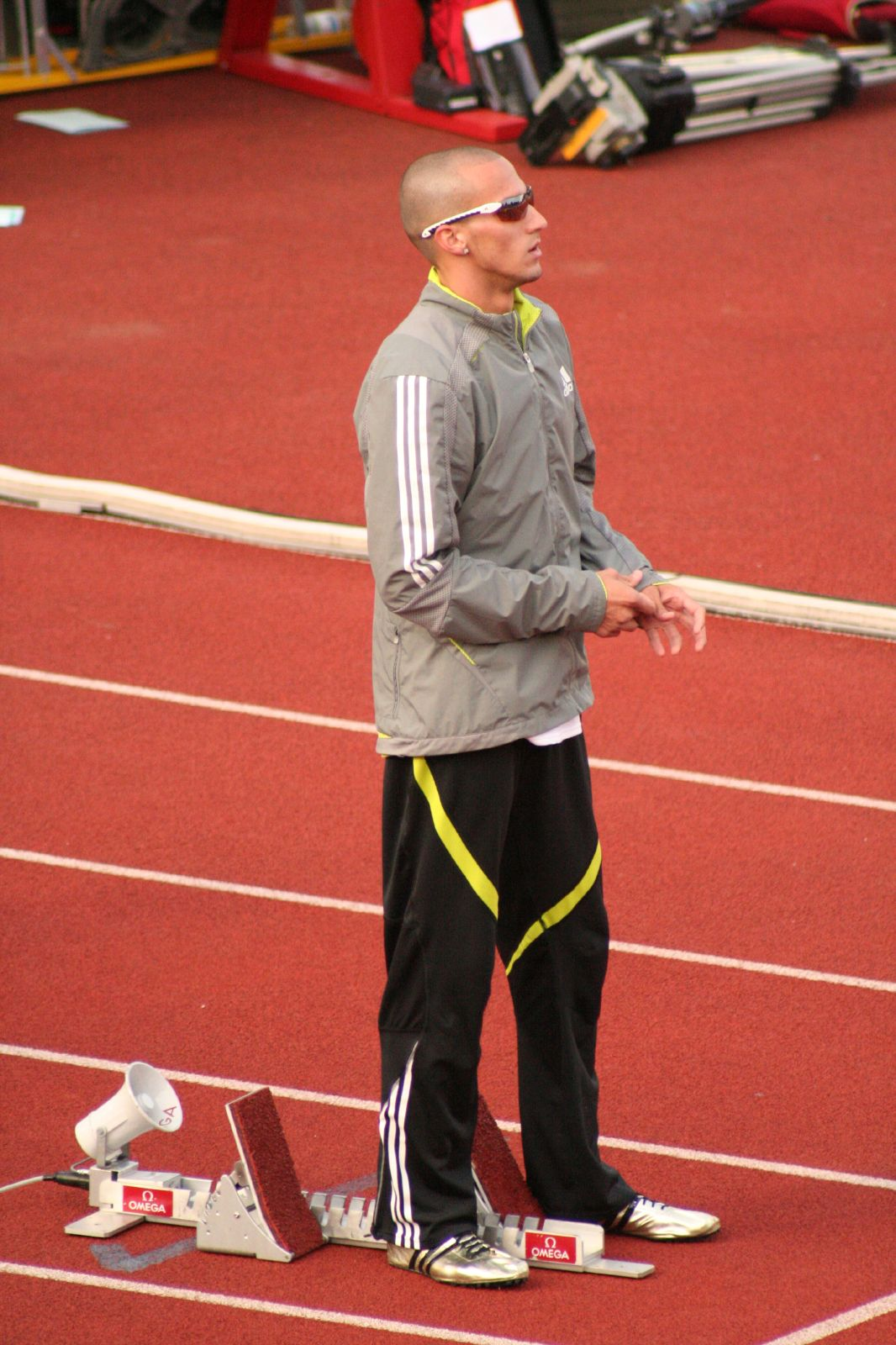
2007年8月3日

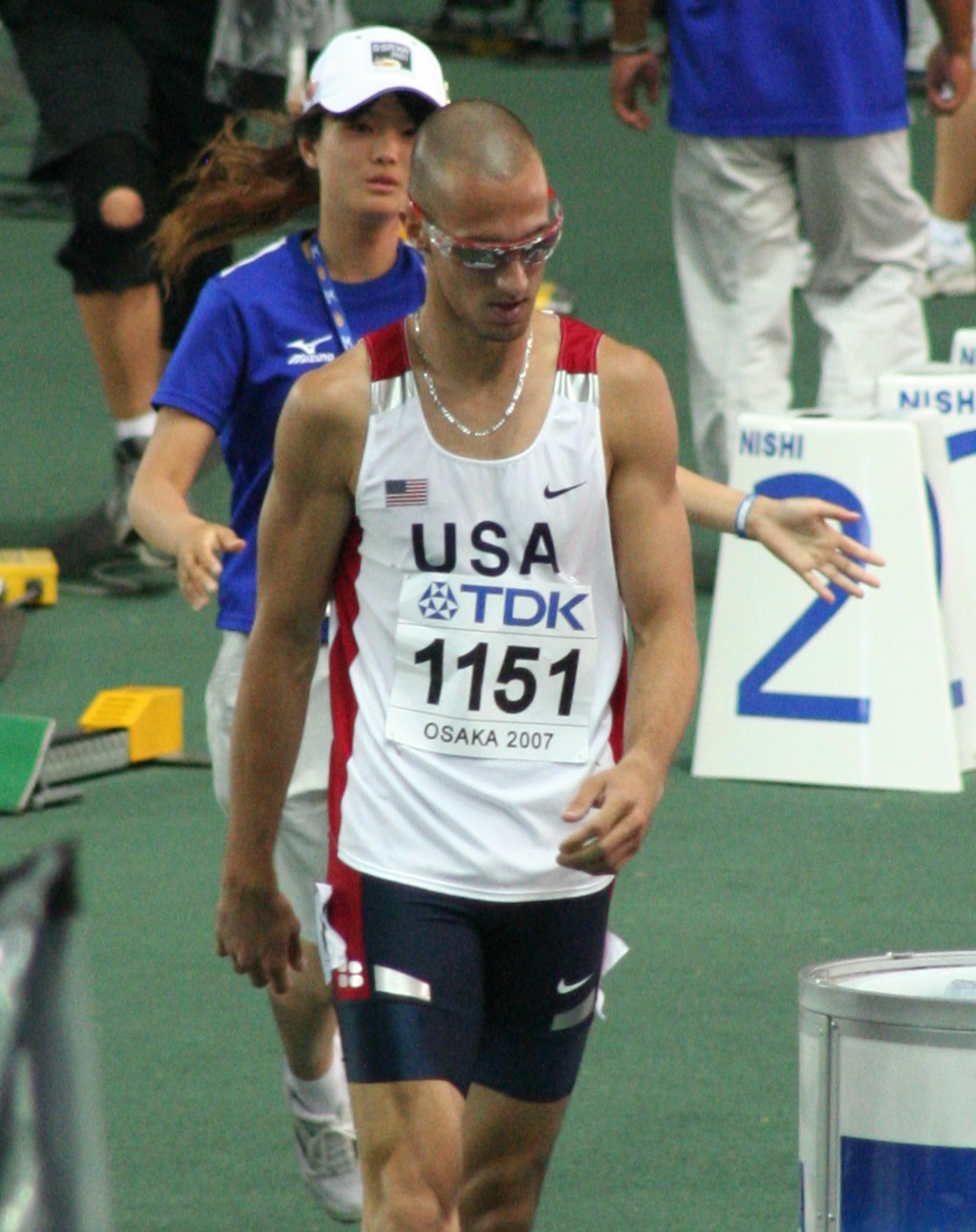
2007年世界田徑錦標賽400公尺

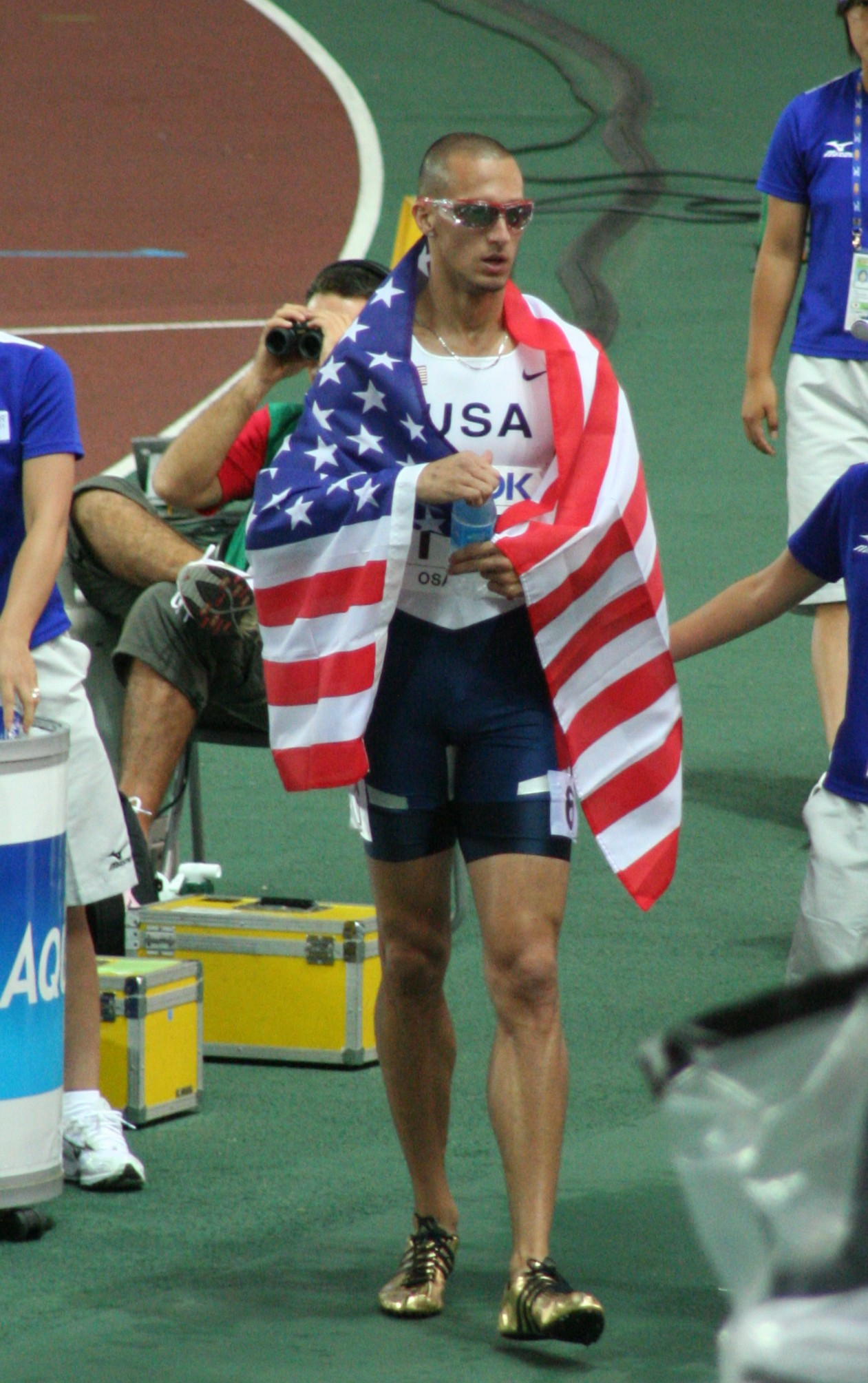
2007年世界田徑錦標賽400公尺決賽後

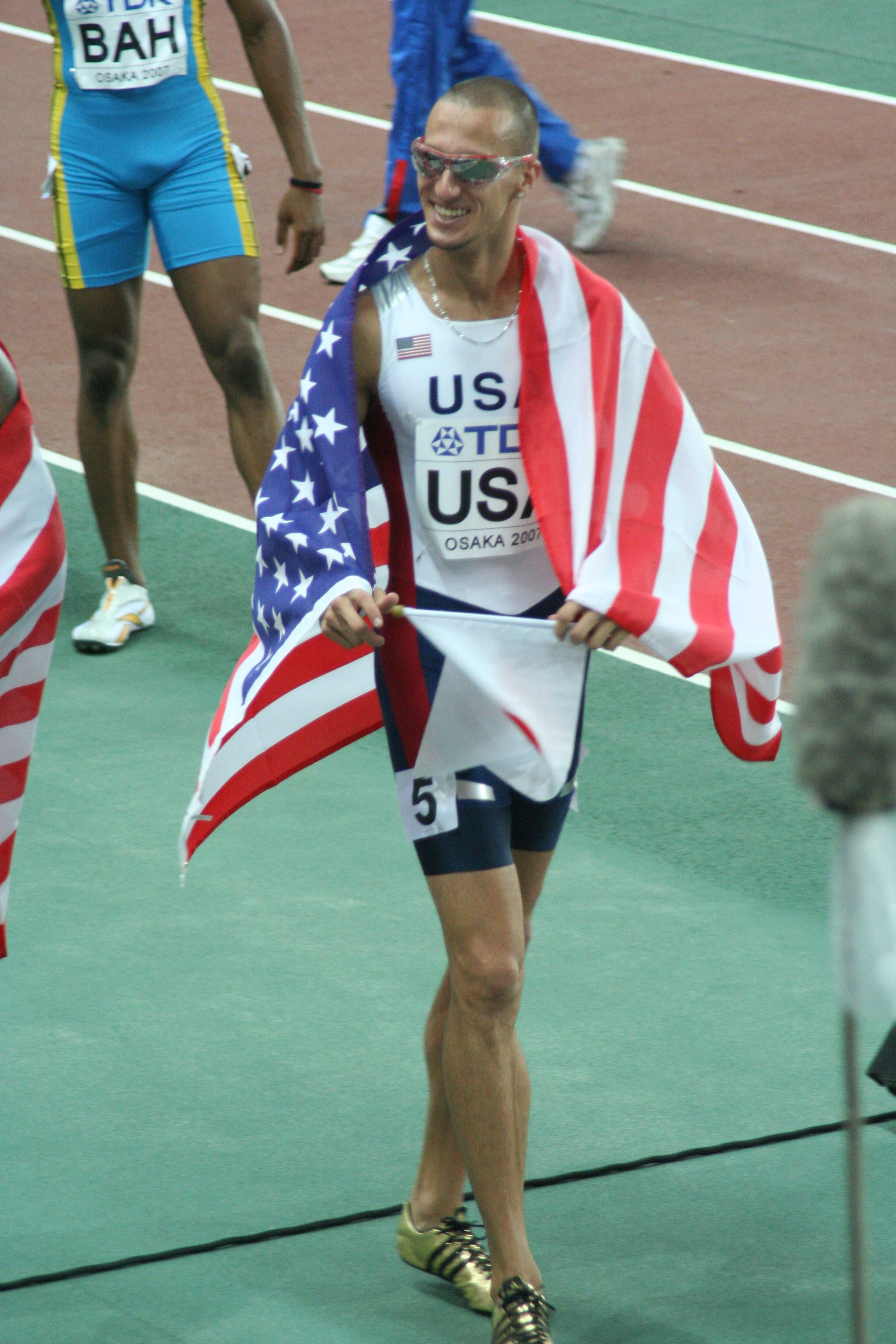
2007年世界田徑錦標賽4×400公尺接力決賽後

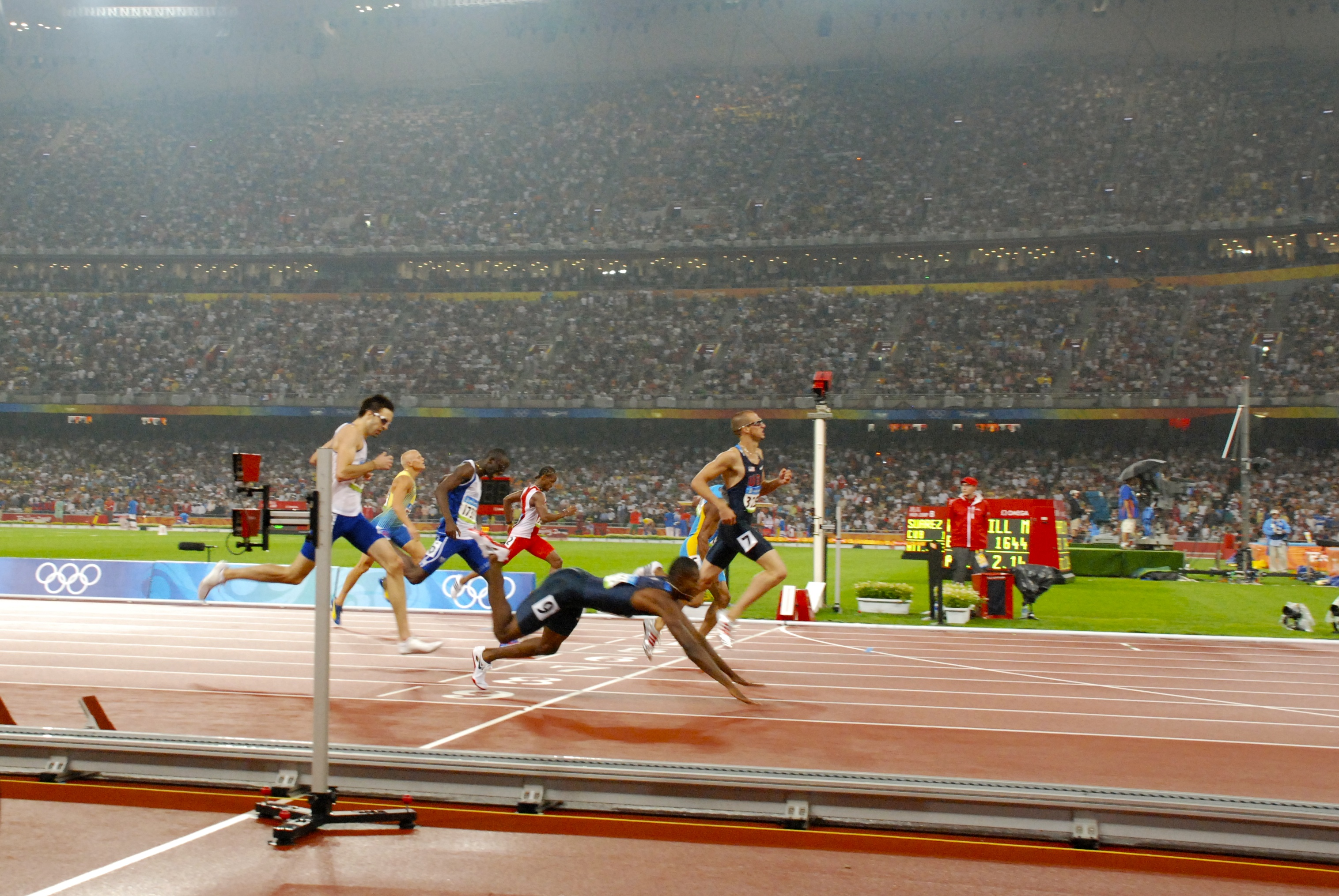
2008年夏季奧林匹克運動會田徑400公尺決賽

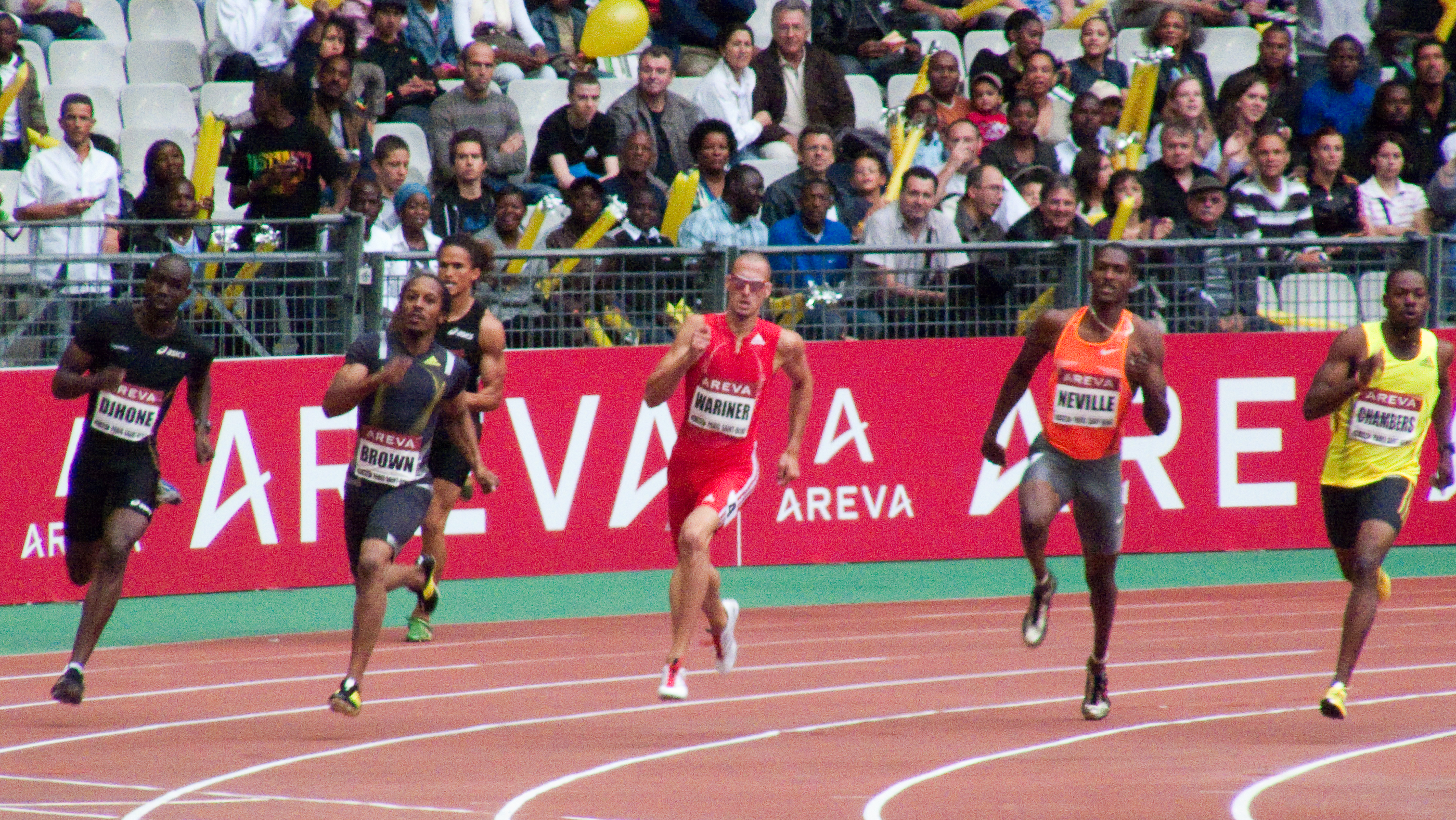
2009年7月17日

杰里米·馬修·韋林納（英語：Jeremy Mathew Wariner，1984年1月31日—），生於得克萨斯州欧文，美國田徑運動員，專攻400米項目。他已奪得了四面夏季奧林匹克運動會獎牌（三金一銀）以及四面世界田徑錦標賽獎牌。瓦里納400公尺項目個人最佳紀錄是43.45秒。
韋林納在高中時期便顯露出田徑天分，他首次於2004年雅典參加奧運，就一舉奪下400米及4×400米接力二項金牌。他隨後又於2005年世界田徑錦標賽的相同項目拿下二金。他在2006年IAAF黃金聯賽期間，保持了400米項目的不敗紀錄，獲得最高獎金25萬美元。韋林納在2007年世界田徑錦標賽400米個人及接力項目中繼續維持世界第一之姿，贏得男子田徑運動員ESPY獎。2008年北京奧運，韋林納奪得了400米接力金牌，但在400米項目中獲得銀牌，敗給了同國的拉肖恩·梅里特。

## 外部連結
- 杰里米·韋林納在国际奥林匹克委员会的资料
- 杰里米·韋林納在的頁面
- 杰里米·韋林納的X（前Twitter）
- 杰里米·瓦里纳簡介 － USATF
- SPIKES Hero profile at www.spikesmag.com

| 獎項                 | 獎項                | 獎項                                |
| -------------------- | ------------------- | ----------------------------------- |
| 前任： 賈斯汀·加特林 | 男子田徑ESPY獎 2007 | 繼任： 泰森·蓋伊 （最佳田徑運動員） |